# The Razors Edge
The Razors Edge (englisch für „Des Messers Schneide“) ist das elfte internationale Studioalbum der australischen Hard-Rock-Band AC/DC. Es erschien am 24. September 1990 auf Atco, einem Sublabel von Atlantic Records.

## Hintergrund
The Razors Edge ist das einzige Studioalbum von AC/DC mit Chris Slade am Schlagzeug. Für das Nachfolgealbum Ballbreaker kehrte Phil Rudd zur Band zurück, der schon auf den ersten AC/DC-Alben gespielt hatte.
Der Sänger Brian Johnson war aufgrund seiner Scheidung mehrere Monate für die Band nicht greifbar, weshalb die Lieder hier erstmals ausschließlich von den Brüdern Young geschrieben wurden. Das ursprünglich für Blow Up Your Video aufgenommene Lied Down on the Borderline wurde erstmals auf der australischen Version der Single Moneytalks verwendet.
Die Produktion unterlag diesmal Bruce Fairbairn, der unter anderem bereits Aerosmith und Bon Jovi produzierte. The Razors Edge wurde in der kanadischen Stadt Vancouver aufgenommen. Das Plattencover wurde von Don Brautigam gezeichnet.

## Titelliste
1. Thunderstruck (Angus Young, Malcolm Young) – 4:52
2. Fire Your Guns (Angus Young, Malcolm Young) – 2:53
3. Moneytalks (Angus Young, Malcolm Young) – 3:45
4. The Razors Edge (Angus Young, Malcolm Young) – 4:22
5. Mistress for Christmas (Angus Young, Malcolm Young) – 3:59
6. Rock Your Heart Out (Angus Young, Malcolm Young) – 4:06
7. Are You Ready (Angus Young, Malcolm Young) – 4:10
8. Got You by the Balls (Angus Young, Malcolm Young) – 4:30
9. Shot of Love (Angus Young, Malcolm Young) – 3:56
10. Let’s Make It (Angus Young, Malcolm Young) – 3:32
11. Goodbye and Good Riddance to Bad Luck (Angus Young, Malcolm Young) – 3:13
12. If You Dare (Angus Young, Malcolm Young) – 3:18

## Kritiken
Die Kritiken fielen positiv aus. Musikjournalist Michael Rensen zum Beispiel gab folgendes Fazit ab: „AC/DC sind eine der wenigen Superstar-Kapellen, die jede musikalische Modewelle ohne bleibende Schäden überstanden haben und dabei zu keinem Zeitpunkt ihre stilistische Linie korrigieren mussten. In den 1970er Jahren waren sie innovative Vorreiter des Straßenrock, in den 1980er Jahren konnten sie sich trotz Disco, Wave und kleiner kreativer Aussetzer behaupten, und in die Neunziger starteten sie mit einem starken Album, das sämtlichen Nörglern die Kehle zudrückt. The Razors Edge verfügt nicht nur über einen extrem fetten Sound, sondern hat mit Moneytalks, Got You by the Balls und dem famosen Opener Thunderstruck auch einige hochkalibrige Rock'n'Roll-Waffen am Start, bei deren Anblick die Trendpolizei schreiend die Flucht ergreift. Zu jeder Sekunde spürt man die durch nichts zu erschütternde Ehrlichkeit und Bodenständigkeit, mit der die Australier ihr Lebensgefühl in Songs gießen und damit Millionen von Menschen den tristen Alltag ein wenig versüßen. Wer zu diesem Sound seine Anlage weit aufdreht, braucht keine Depressionen mehr zu fürchten.“
Auch Götz Kühnemund zeigte sich im Rock-Hard-Magazin von dem Album begeistert und schrieb: „Die Alten sind wieder voll da! Judas Priest haben soeben ihr bestes Album seit Jahren veröffentlicht, Black Sabbath haben ihr Comeback vom letzten Jahr gefestigt, und auch AC/DC sind anno 1990 nicht zu bremsen! The Razors Edge ist viel, viel besser geworden, als man das nach der vollkommen enttäuschenden Blow Up Your Video-LP erwarten konnte. Ein typischer AC/DC-Rocker reiht sich an den anderen, jeder für sich eine kleine Hymne, die der Angus-Anbeter spätestens nach dem zweiten Durchlauf problemlos mitgrölen kann. Abgesehen von den Nummern Goodbye & Good Riddance to Bad Luck (zu abgegriffen) und Mistress For Christmas, die im Refrain doch stark an Bedlam in Belgium erinnert, finden sich auf der Scheibe keine Ausfälle, und stellenweise muß man AC/DC sogar ungewohnte Originalität bescheinigen (z. B. The Razors Edge, Moneytalks, If You Dare). Für das beste AC/DC-Vinyl seit For Those About to Rock gibt's 8,5 Punkte [von zehn möglichen Punkten].“
Matthias Penzel beschreibt das Album im Metal Hammer als von schwierigen Bedingungen begleitet. Der Drummer sei kurz vor den Aufnahmen ausgestiegen, und Malcolm Young sei lediglich für die Aufnahmen zur Band zurückgekehrt. Mehrere Produzenten seien ausprobiert und entlassen worden und Chris Slade, als neuer Drummer verpflichtet. Dessen Fähigkeit, powervoll, aber auch ganz versiert und diffizil spielen zu können, habe ihn als Wahl bestätigt. Die Entscheidung für Bruce Fairbairn als Produzenten wird ebenfalls als gelungen betrachtet, da er den Spirit und die Power der Band eingefangen habe. Trotz dieser Herausforderungen sei The Razor’s Edge ein insgesamt gutes AC/DC-Album geworden, das zwar keinen Klassikerstatus erreiche, aber dennoch viele Fans zufriedenstellen werde.

## Kommerzieller Erfolg

### Chartplatzierungen
Das Album entpuppte sich als Überraschungserfolg. Die Verkaufszahlen von The Razors Edge waren mit denen der Alben aus AC/DC’s „Classic“-Periode Anfang der 1980er Jahre vergleichbar. In den US-amerikanischen Billboard 200 erreichte das Album Platz 2, in den britischen Albencharts kam es bis Platz 4 und bekam Goldstatus. The Razors Edge wurde in den USA inzwischen mit sechsfachem Platin ausgezeichnet. In Kanada erreichte es die Spitzenposition und erhielt ebenfalls eine fünffache Platinauszeichnung. In Deutschland hielt es sich ganze 18 Wochen unter den Top 10 und erreichte dort Platz 4. Auch in ihrer Heimat Australien war die Platte erfolgreich, es platzierte sich auf Position 3 und erhielt Doppelplatin.
Auch die Singles waren sehr erfolgreich im Vergleich zu denen der vorhergehenden Alben. Mit Moneytalks kam zum ersten Mal seit 1983 wieder eine AC/DC-Single in die Billboard Hot 100, wo sie gleich auf Platz 23 landete. Auch erreichten alle drei Singles die UK Top 40, Moneytalks auf Platz 36, Are You Ready auf Platz 34 und Thunderstruck auf Platz 13.
| ChartsChartplatzierungen       | Höchstplatzierung | Wochen |
| ------------------------------ | ----------------- | ------ |
| Australien (ARIA)              | 3 (35 Wo.)        | 35     |
| Deutschland (GfK)              | 4 (75 Wo.)        | 75     |
| Österreich (Ö3)                | 11 (12 Wo.)       | 12     |
| Schweiz (IFPI)                 | 2 (36 Wo.)        | 36     |
| Vereinigte Staaten (Billboard) | 2 (77 Wo.)        | 77     |
| Vereinigtes Königreich (OCC)   | 4 (18 Wo.)        | 18     |

| ChartsJahrescharts (1990) | Platzierung |
| ------------------------- | ----------- |
| Australien (ARIA)         | 17          |
| Deutschland (GfK)         | 80          |
| Schweiz (IFPI)            | 28          |

| ChartsJahrescharts (1991) | Platzierung |
| ------------------------- | ----------- |
| Australien (ARIA)         | 41          |
| Deutschland (GfK)         | 8           |
| Schweiz (IFPI)            | 20          |

### Auszeichnungen für Musikverkäufe
| Land/Region                  | Auszeichnungen für Musikverkäufe (Land/Region, Auszeichnung, Verkäufe) | Verkäufe  |
| ---------------------------- | ---------------------------------------------------------------------- | --------- |
| Argentinien (CAPIF)          | Platin                                                                 | 60.000    |
| Australien (ARIA)            | 5× Platin                                                              | 350.000   |
| Brasilien (PMB)              | Gold                                                                   | 100.000   |
| Dänemark (IFPI)              | Platin                                                                 | 20.000    |
| Deutschland (BVMI)           | 2× Platin                                                              | 1.000.000 |
| Finnland (IFPI)              | Platin                                                                 | 63.926    |
| Frankreich (SNEP)            | Gold                                                                   | 100.000   |
| Italien (FIMI)               | Gold                                                                   | 25.000    |
| Kanada (MC)                  | 8× Platin                                                              | 800.000   |
| Neuseeland (RMNZ)            | 5× Platin                                                              | 75.000    |
| Österreich (IFPI)            | Platin                                                                 | 50.000    |
| Polen (ZPAV)                 | Platin                                                                 | 20.000    |
| Schweden (IFPI)              | Platin                                                                 | 40.000    |
| Schweiz (IFPI)               | 2× Platin                                                              | 100.000   |
| Spanien (Promusicae)         | Platin                                                                 | 100.000   |
| Vereinigte Staaten (RIAA)    | 6× Platin                                                              | 6.000.000 |
| Vereinigtes Königreich (BPI) | Gold                                                                   | 100.000   |
| Insgesamt                    | 4× Gold · 35× Platin ·                                                 | 9.013.926 |

Hauptartikel: AC/DC/Auszeichnungen für Musikverkäufe

## Tournee

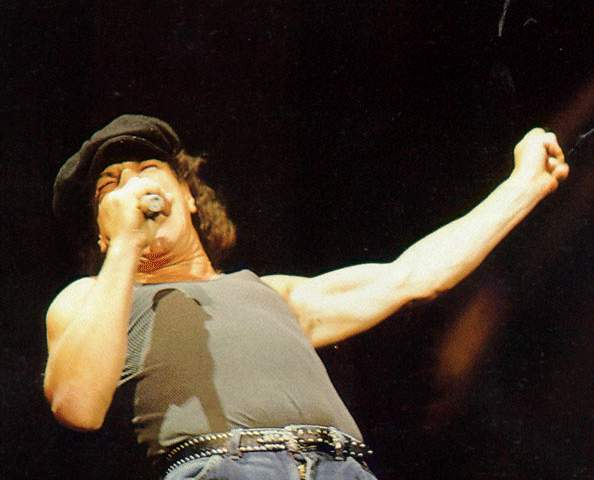
Sänger Brian Johnson 1991 während eines Konzertes der Razors Edge Tour in Bercy, Paris (Frankreich)

Die The Razors Edge World Tour wurde die bislang größte Tour der Band, die AC/DC über ein Jahr durch verschiedenste Veranstaltungsorte führte. Die Tour begann am 2. November 1990 in Nordamerika, wo die Band zunächst bis 16. Dezember 1990 auftrat. Im folgenden Jahr wurde die Tour am 11. Januar 1991 mit weiteren Auftritten in Nordamerika und Kanada fortgesetzt. Dieser Tourabschnitt ging bis zum 22. Februar 1991.
Zwischen dem 20. März und dem 27. April 1991 fanden die ersten Auftritte in Europa statt, unter anderem auch mit elf Konzerten in Deutschland. Vom 24. Mai 1991 bis zum 14. Juli folgte der dritte Tourneeabschnitt, der nach Nordamerika und Kanada verlagert wurde. Abgeschlossen wurde die Tour mit mehr als 20 Auftritten in ihrer Heimat Australien, wo am 16. November 1991 das letzte Konzert der Tour stattfand. Insgesamt umfasste die Tournee 162 Konzerte.
Während dieser Tour wurden ein Konzertfilm (Live at Donington, 1992) und ein Livealbum (Live, 1992) aufgezeichnet.
Beispiel-Setlist
1. Thunderstruck
2. Shoot to Thrill
3. Back in Black
4. Fire Your Guns
5. Sin City
6. Heatseeker
7. Who Made Who
8. Jailbreak
9. The Jack
10. The Razors Edge
11. That’s the Way I Wanna Rock ’n’ Roll
12. Moneytalks
13. Hells Bells
14. High Voltage
15. You Shook Me All Night Long
16. Dirty Deeds Done Dirt Cheap
17. Whole Lotta Rosie
18. Let There Be Rock
19. Highway to Hell
20. T.N.T.
21. For Those About to Rock (We Salute You)